# گروور (کلرادو)
گروور (به انگلیسی: Grover) شهری در ایالت کلرادو کشور ایالات متحده آمریکا است که جمعیت آن در سرشماری سال ۲۰۱۰ میلادی، ۱۳۷ نفر بوده‌است.